# Filon Mitkiewicz
Filon Mitkiewicz herbu Prus – komornik mozyrski w 1620 roku, jako poseł województwa mińskiego na sejm nadzwyczajny 1629 roku był deputatem na Trybunał Skarbowy Wielkiego Księstwa Litewskiego.